# Bruno Hortelano
Bruno Dominix Hortelano-Roig, né le 18 septembre 1991 à Wollongong en Australie, est un athlète espagnol, spécialiste du sprint.

## Carrière
Né en Australie où ses parents espagnols étaient chercheurs en biologie, il devient étudiant en génie biomédical à l'université Cornell. Il est entraîné depuis 2016 par Adrian Durant, ancien athlète des îles Vierges américaines ayant participé aux championnats du monde et aux jeux olympiques. En Espagne, il est entraîné par Dunia Martín au club de Playas de Castellón.
Le 16 août 2013, en séries des championnats du monde de Moscou, Bruno Hortelano bat le record d'Espagne du 200 m en 20 s 47 (0,0 m/s). Il atteint les demi-finales, mais échoue à se qualifier pour la finale (20 s 55, 0,0 m/s). Le 18, Hortelano et ses coéquipiers (Eduard Viles, Sergio Ruiz et Ángel David Rodríguez) battent le record d'Espagne du relais 4 x 100 m en séries, en 38 s 46, mais ne parviennent pas à se qualifier pour la finale.

### Champion d'Europe du 200 m (2016)
Dans le futur Stade olympique, il remporte la médaille d'argent lors des championnats ibéro-américains 2016 sur 200 m en 20 s 48.
Le 23 juin 2016 lors du Meeting de Madrid, Bruno Hortlano dès les séries bat le record d'Espagne du 100 m en 10 s 08 (+ 1,4 m/s), améliorant les 10 s 14 d'Ángel David Rodríguez de 2008,. En finale, il se classe 2d de la course derrière l'Iranien Hassan Taftian (10 s 04, NR) en améliorant à nouveau le record en 10 s 06,.
Le 7 juillet, Hortelano échoue au pied du podium du 100 m des Championnats d'Europe d'Amsterdam en 10 s 12. Le lendemain, il s'impose dans sa demi-finale du 200 m en 20 s 39, nouveau record d'Espagne. En finale, l'Espagnol décroche dans un premier temps la médaille d'argent en 20 s 45, derrière le Néerlandais Churandy Martina (20 s 37), mais bénéficie de la disqualification de ce dernier pour cause d'obstruction de couloir pour récupérer la médaille d'or. Il apprend cette nouvelle alors qu'il est en zone d'interview, et refuse dans un premier de croire cette annonce faite par la journaliste l'interviewant.
Après les championnats d'Europe, il termine 4e du meeting de Londres en 20 s 18 (- 0,3 m/s), améliorant ainsi son record d'Espagne de 21 centièmes. Le 16 août, il participe à ses premiers Jeux olympiques, à Rio de Janeiro, et établit en séries un nouveau record national en 20 s 12 (- 0,2 m/s). En demi-finale, il court en 20 s 16 (- 0,2 m/s) et manque la finale pour 6 centièmes.
Le 5 septembre, à 6 h 59 du matin, Bruno Hortelano et son cousin entrent en collision avec un poids-lourd sur l'autoroute aux abords de Madrid. Son cousin, le conducteur, s'est endormi au volant et perd le contrôle de la voiture. Malgré un coup à la tête et quelques blessures, l'Espagnol, qui n'était pas attaché au moment de l'impact, subit une blessure catastrophique à la main, car celle-ci était à l'extérieur de la voiture,.

### Retour de blessure (2018)
Totalement absent des pistes en 2017 à la suite de cette blessure, qui notamment l'empêche de bouger naturellement 3 phalanges de la main, Bruno Hortelano est de retour à la compétition le 19 mai 2018 à Santa Cruz de Tenerife sur 400 m où il bat son record en 45 s 96. La semaine suivante, il porte ce temps à 45 s 67 à Oordegem. Le 3 juin, il signe à Hengelo son retour international, et cette fois sur 200 m, où il termine 2e en 20 s 35 (- 0,9 m/s), derrière le Sud-Africain Luxolo Adams (20 s 34). 
Le 22 juin, il crée la sensation en terminant 2e du Meeting de Madrid sur le 400 m en 44 s 69, pour améliorer la meilleure performance européenne de l'année, ainsi que le record d'Espagne détenu par Cayetano Cornet en 44 s 96 depuis 1989. Le 30 juin, il termine 5e du 200 m du Meeting de Paris en 20 s 30 (- 0,6 m/s), son meilleur temps de la saison.
Le 22 juillet, lors des championnats d'Espagne, Bruno Hortelano bat en demi-finale son propre record national du 200 m en 20 s 04, frôlant ainsi la barrière des 20 secondes. Il remporte ensuite la finale en 20 s 15,.
Le 9 août, Bruno Hortelano ne parvient pas à conserver son titre européen du 200 m : en finale des championnats d'Europe de Berlin, il échoue au pied du podium en 20 s 05, le second meilleur chrono de sa carrière, derrière le Turc Ramil Guliyev (19 s 76), le Britannique Nethaneel Mitchell-Blake (20 s 04) et le Suisse Alex Wilson (20 s 04).

## Palmarès
| Date | Compétition                       | Lieu           | Résultat | Épreuve   | Temps         |
| ---- | --------------------------------- | -------------- | -------- | --------- | ------------- |
| 2013 | Championnats d'Europe par équipes | Gateshead      | 8e       | 4 x 100 m | 39 s 28       |
| 2013 | Championnats d'Europe par équipes | Gateshead      | 7e       | 4 x 400 m | 3 min 07 s 54 |
| 2013 | Championnats d'Europe espoirs     | Tampere        | 5e       | 200 m     | 20 s 70       |
| 2013 | Championnats d'Europe espoirs     | Tampere        | 3e       | 4 × 100 m | 38 s 87       |
| 2013 | Championnats d'Europe espoirs     | Tampere        | 5e       | 4 × 400 m | 3 min 05 s 28 |
| 2015 | Championnats d'Europe par équipes | Tcheboksary    | 6e       | 200 m     | 20 s 88       |
| 2015 | Championnats d'Europe par équipes | Tcheboksary    | 9e       | 4 x 100 m | 39 s 40       |
| 2016 | Championnats ibéro-américains     | Rio de Janeiro | 2e       | 200 m     | 20 s 48       |
| 2016 | Championnats ibéro-américains     | Rio de Janeiro | 4e       | 4 x 100 m | 39 s 28       |
| 2016 | Championnats d'Europe             | Amsterdam      | 4e       | 100 m     | 10 s 12       |
| 2016 | Championnats d'Europe             | Amsterdam      | 1er      | 200 m     | 20 s 45       |
| 2018 | Championnats d'Europe             | Berlin         | 4e       | 200 m     | 20 s 05       |
| 2018 | Championnats d'Europe             | Berlin         | 3e       | 4 x 400 m | 3 min 0 s 68  |

## Records
| Épreuve | Épreuve   | Temps        | Lieu        | Date            |
| ------- | --------- | ------------ | ----------- | --------------- |
| 60 m    | En salle  | 6 s 63       | Portland    | 18 mars 2016    |
| 100 m   | Plein air | 10 s 06 (NR) | Madrid      | 23 juin 2016    |
| 200 m   | Plein air | 20 s 04 (NR) | Getafe      | 22 juillet 2018 |
| 200 m   | En salle  | 20 s 75      | Albuquerque | 14 mars 2014    |
| 400 m   | Plein air | 44 s 69 (NR) | Madrid      | 22 juin 2018    |
| 400 m   | Plein air | 47 s 04      | Hanover     | 1er mars 2014   |